# 大徳哲雄
大徳哲雄（だいとく てつお、1954年10月16日 - ）は、アニメ書籍編集者、樹想社代表、『月刊OUT』の元編集長。東京都出身。

## 略歴
1978年に立教大学文学部フランス文学科を卒業し、みのり書房に入社する。1979年には『月刊OUT』の編集部に配属され、1980年には同誌の編集長（4代目）に就任し、「T編集長」の通称で名物編集長となる。その間、アニメ『機動戦士ガンダム』のムック本『ガンダムセンチュリー』を出版する。
1988年にみのり書房を退社し、1989年には樹想社を設立して代表取締役に就任する。

## エピソード
- アニメ雑誌業界に入るまではドラえもんすら知らないほどアニメに無関心だったこと、が『月刊OUT』誌上で触れられた。
- 『月刊OUT』編集長時代には30歳を過ぎて独身であることがしばしば読者投稿などのネタにされた。
- 「宇宙編集者アウトシャイダー」という『月刊OUT』誌上の『宇宙刑事シャイダー』パロディ企画では、編集長自ら正義のヒーローに扮し、敵のザッシギャランと戦うという役を務めた。役の名前は「大徳寺 哲」。とある号では表紙も飾り、『メガゾーン23』の主題歌を歌った宮里久美と「デート」するという企画もあった。
- アウトシャイダーは「お遊び」だったが、ある号で当時増えつつあった「18禁アニメ」を取り上げた際には、「ザッシギャランが誌面を乗っ取って作品の紹介をした」というスタイルで記事を作った。読者投稿欄でそのやり方が「巧妙だがずるい」という指摘を受けたときには、「18禁アニメを肯定も否定もしないが、載せるのなら普通のアニメ雑誌と違うスタイルで載せたかった」と、この設定を利用したことを明かしている。
- 大徳＝T編集長がゆうきまさみなどの描くパロディーマンガに登場するときは、なぜか灰皿が武器（灰皿クラッシュ）であり、恐るべき正確さで灰皿が飛来しヒットしたり、手に持ち直接殴ったりしているシーンが存在した。上記のアウトシャイダーの武器も、実際の灰皿に棒をつけた「灰皿ブレード」だった。
- みのり書房を退社する直前の『月刊OUT』には、冒頭に「大徳が編集長となって新たに創刊されたアニメ雑誌『月刊GANDAM』」の記事が掲載された。この記事は『月刊ニュータイプ』創刊号の体裁をなぞったパロディである（『アニメック』副編集長だった井上伸一郎が退社して『月刊ニュータイプ』副編集長となった話を踏まえたもの）。

## メディア出演

### 配信
- ゆう坊＆マシリトのkosokoso放送局（2025年2月8日、YouTube） - 鳥嶋和彦、堀井雄二の冠番組。榎本一夫とともにゲスト出演